# Charlotte Brokelind
Charlotte Elisabeth Brokelind, född 29 augusti 1961, är en svensk jurist.
Charlotte Brokelind blev hovrättsassessor i Göta hovrätt 1994 och utnämndes till rådman i Jönköpings tingsrätt 1998. Hon arbetade inom Domstolsverket 2001–2006, den sista tiden som avdelningschef. Hon var lagman i Eksjö tingsrätt 2006–2009 samt lagman i Jönköpings tingsrätt och chef för Hyres- och arrendenämnden i Jönköping 2009–2016. Brokelind utnämndes 2016 till hovrättspresident i Göta hovrätt. Hon var 2018–2019 särskild utredare i den statliga Utredningen om rasistiska symboler, som i maj 2019 redovisade slutbetänkandet Rasistiska symboler. Praxisgenomgång och analys (SOU 2019:27), enligt vilket det inte behövs någon komplettering av bestämmelserna om hets mot folkgrupp beträffande rasistiska och liknande symboler, till exempel hakkors.